# Мамдух Салем
Мамдух Мухаммад Салем (араб. ممدوح سالم‎; англ.  Mamduh Muhammad Salim; 1918, Александрия, Британский протекторат Египет — 24 февраля 1988, Лондон, Соединённое Королевство Великобритании и Северной Ирландии) — египетский политический и военный деятель, министр внутренних дел Египта в 1971—1975 годах, а также в 1977 году, премьер-министр Египта в 1975—1978 годах.

## Биография

### Карьера в полиции и в администрации
Мамдух Мухаммад Салем родился в 1918 году в городе Александрия, Британский протекторат Египет. Окончив полицейский колледж, служил в полиции и органах безопасности мудирии (губернаторства) Александрия, где за 20 лет дослужился до генеральского звания. В 1964 году Салем был назначен начальником полиции Александрии, затем занимал пост помощника по вопросам безопасности президента Египта Гамаля Абдель Насера по безопасности, а в 1967 году был назначен губернатором мухафазы Асьют. В 1970 году Мамдух Салем занял пост губернатора мухафазы Гарбия, и в том же году был переведён в родную Александрию, где также стал губернатором мухафазы.

### Министр внутренних дел
Разразившийся после смерти Насера политический кризис резко изменил карьеру губернатора Александрии. Новый президент Египта Анвар Садат выразил Мамдуху Салему особое доверие, назначив его 14 мая 1971 года на ключевой пост министра внутренних дел Египта. На нём Салем сменил влиятельного сторонника Али Сабри Шарауи Гомаа и обеспечил верность Садату египетской полиции и сил безопасности. По должности он стал членом Центрального комитета правящего Арабского социалистического союза, а с 17 января 1972 года также заместителем премьер-министра в новом кабинете, который возглавил Азиз Сидки. Он сохранил свой пост и в двух последующих правительствах, а в 1975 году, когда в Египте обострилась социальная напряжённость, силовик Салем получил предложение Садата сменить экономиста Абдель Азиза Хигази на посту премьер-министра.

### Премьер-министр
16 мая 1975 года бригадный генерал Мамдух Салем был назначен премьер-министром Египта. Период его правления пришёлся на масштабные политические реформы, проводимые Садатом. Менее чем через год, 4 марта 1976 года Садат санкционировал образование внутри Арабского социалистического союза трёх политических «трибун» или «платформ», одну из которых — Арабскую социалистическую организацию возглавил премьер-министр Салем. Он сразу же вступил в полемику с левыми, возглавлявшимися Халедом Мохи эд-Дином, и потребовал лишения египетского гражданства и отлучения от исламской веры некоторых его сторонников. На выборах в Народное собрание осенью 1976 года организация Мамдуха Салема получила абсолютное большинство — 285 мест. 11 ноября 1976 года Анвар Садат объявил о преобразовании организаций внутри АСС в политические партии. Салем возглавил пропрезидентскую Арабскую социалистическую партию и сформировал новый кабинет уже как партийный лидер, при этом отказавшись выполнить своё предвыборное обещание предоставить оппозиционным партиям должности в комитетах Народного собрания. Уже в начале следующего 1977 года правительство столкнулось с массовыми волнениями 18-19 января, вызванными отменой государственных субсидий на поддержание цен на товары первой необходимости. После этого, в феврале Салем на 8 месяцев взял на себя обязанности министра внутренних дел. Через год, в марте-мае 1978 года прошли забастовки и демонстрации в Александрии, Кальюбии, Кене и Бени-Суэйфе, после чего в июне того же года был принят закон «О защите национального единства и социального мира», ограничивавший деятельность оппозиции.
Экономическое положение Египта в к 1978 году также оставалось сложным. Дефицит государственного бюджета достиг 2650 миллионов египетских фунтов, внешняя задолженность составила 12 миллиардов долларов, государственный долг вдвое превысил национальный доход. При этом, несмотря на либеральные реформы Садата, доля государственного сектора в промышленности сохранялась на уровне 71,5 % (84 % в 1971 году.)
Летом 1978 года Анвар Садат начал демонтаж созданной в 1976 году «трёхпартийной системы». После роспуска Арабского социалистического союза он отказался от роли стоящего над партиями арбитра и заявил о создании в будущем пропрезидентской Национально-демократической партии. В этих условиях роль партии Салема сводилась к нулю, а сближение Садата с Израилем вызвали недовольство некоторых членов правительства. В августе 1978 года было принято решение о слиянии АСПЕ с НДП, а 20 августа 1978 года Мамдух Салем подал в отставку, В сентябре Арабская социалистическая партия слилась с НДП и была распущена. 4 октября 1978 года, через полтора месяца после прощения об отставке, Мамдух Салем передал пост премьер-министра Мустафе Халилю.

### Зарубежные поездки Мамдуха Салема
- Саудовская Аравия — июнь 1976 года[11];

### После отставки
После смерти Анвара Садата новый президент Египта Хосни Мубарак назначил Мамдуха Салема своим советником.
Мамдух Мухаммад Салем скончался 24 февраля 1988 года в Лондоне.